# 第九届全国人民代表大会期间颁布的中华人民共和国主席令
| 中华人民共和国主席令 | 中华人民共和国主席令 | 中华人民共和国主席令 |
| -------------------- | -------------------- | -------------------- |
| ←第八届              | 第九届               | 第十届→              |

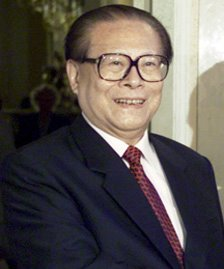
第五任中华人民共和国主席江泽民

中华人民共和国主席令是中华人民共和国主席依据《中华人民共和国宪法》第八十条的规定，根据全国人民代表大会和全国人民代表大会常务委员会的决定，颁布的用于公布法律、任免国务院组成人员、授予国家勋章或荣誉、宣布进入紧急状态、战争状态或发布特赦令、动员令的法令。1954年中华人民共和国行宪后，国家主席令接替原由中央人民政府主席签署的“中央人民政府命令”；后在国家主席职位缺位和被废除时期，曾由“全国人民代表大会常务委员会委员长令”代替国家主席令。1982年12月4日，第五届全国人民代表大会第五次会议通过了中华人民共和国成立后的第四部《宪法》，即《八二宪法》，在国家机构一章中恢复关于中华人民共和国主席的规定，重新设置国家主席、副主席职务。自第六届全国人民代表大会开始，中华人民共和国主席令得以恢复。
第八届全国人民代表大会第一次会议于1993年3月15日至3月31日在北京召开，会上选举江泽民为新任国家主席，他取代杨尚昆成为第五任国家主席。第九届全国人民代表大会第一次会议于1998年3月5日至3月19日在北京召开，会上他连任为国家主席。他在第九届全国人大期间，共颁布了85份主席令，第一份颁布于1998年3月17日，其内容为任命朱镕基为中华人民共和国国务院总理。第九届全国人大期间的最后一份（第85号）主席令颁布于2003年2月28日，内容为颁布《中华人民共和国海关关衔条例》。本列表列出第九届全国人民代表大会期间颁布的中华人民共和国主席令。

## 列表
点击下方编号处的链接，可前往维基文库查看主席令原文。
| 编号       | 主要内容 | 日期           |
| ---------- | --- | -------------- |
| 第一号     | 任命朱镕基为中华人民共和国国务院总理。 | 1998年3月17日  |
| 第二号     | 任命李岚清、钱其琛、吴邦国、温家宝为国务院副总理；任命迟浩田、羅幹、吴仪（女）、司马义·艾买提（维吾尔族）、王忠禹为国务委员；任命王忠禹为国务院秘书长（兼）；唐家璇为外交部部长；迟浩田为国防部部长（兼）；曾培炎为国家发展计划委员会主任；盛华仁为国家经济贸易委员会主任；陈至立（女）为教育部部长；朱丽兰（女）为科学技术部部长；刘积斌为国防科学技术工业委员会主任；李德洙（朝鲜族）为国家民族事务委员会主任；贾春旺为公安部部长；许永跃为国家安全部部长；何勇为监察部部长；多吉才让（藏族）为民政部部长；高昌礼为司法部部长；项怀诚为财政部部长；宋德福为人事部部长；张左己为劳动和社会保障部部长；周永康为国土资源部部长；俞正声为建设部部长；傅志寰为铁道部部长；黄镇东为交通部部长；吴基传为信息产业部部长；钮茂生（满族）为水利部部长；陈耀邦为农业部部长；石广生为对外贸易经济合作部部长；孙家正为文化部部长；张文康为卫生部部长；张维庆为国家计划生育委员会主任；戴相龙为中国人民银行行长；李金华为审计署审计长。 | 1998年3月18日  |
| 第三号     | 公布《全国人民代表大会常务委员会关于修改〈中华人民共和国森林法〉的决定》。 | 1998年4月29日  |
| 第四号     | 公布《中华人民共和国消防法》。 | 1998年4月29日  |
| 第五号     | 公布《中华人民共和国执业医师法》。 | 1998年6月26日  |
| 第六号     | 公布《中华人民共和国专属经济区和大陆架法》。 | 1998年6月26日  |
| 第七号     | 公布《中华人民共和国高等教育法》。 | 1998年8月29日  |
| 第八号     | 公布《中华人民共和国土地管理法》1998年8月29日修订版。 | 1998年8月29日  |
| 第九号     | 公布《中华人民共和国村民委员会组织法》1998年11月4日修订版。 | 1998年11月4日  |
| 第十号     | 公布《全国人民代表大会常务委员会关于修改〈中华人民共和国收养法〉的决定》。 | 1998年11月4日  |
| 第十一号   | 免去钮茂生的水利部部长职务。任命汪恕诚为水利部部长。 | 1998年11月4日  |
| 第十二号   | 公布《中华人民共和国证券法》。 | 1998年12月29日 |
| 第十三号   | 公布《全国人民代表大会常务委员会关于修改〈中华人民共和国兵役法〉的决定》。 | 1998年12月29日 |
| 第十四号   | 公布《全国人民代表大会常务委员会关于惩治骗购外汇、逃汇和非法买卖外汇犯罪的决定》。 | 1998年12月29日 |
| 第十五号   | 公布《中华人民共和国合同法》。 | 1999年3月15日  |
| 第十六号   | 公布《中华人民共和国行政复议法》。 | 1999年4月29日  |
| 第十七号   | 公布《中华人民共和国预防未成年人犯罪法》。 | 1999年6月28日  |
| 第十八号   | 公布《中华人民共和国澳门特别行政区驻军法》。 | 1999年6月28日  |
| 第十九号   | 公布《中华人民共和国公益事业捐赠法》。 | 1999年6月28日  |
| 第二十号   | 公布《中华人民共和国个人独资企业法》。 | 1999年8月30日  |
| 第二十一号 | 公布《中华人民共和国招标投标法》。 | 1999年8月30日  |
| 第二十二号 | 公布《全国人民代表大会常务委员会关于修改〈中华人民共和国个人所得税法〉的决定》。 | 1999年8月30日  |
| 第二十三号 | 公布《中华人民共和国气象法》。 | 1999年10月31日 |
| 第二十四号 | 公布《中华人民共和国会计法》1999年10月31日修订版。 | 1999年10月31日 |
| 第二十五号 | 公布《全国人民代表大会常务委员会关于修改〈中华人民共和国公路法〉的决定》。 | 1999年10月31日 |
| 第二十六号 | 公布《中华人民共和国海洋环境保护法》1999年12月25日修订版。 | 1999年12月25日 |
| 第二十七号 | 公布《中华人民共和国刑法修正案》。 | 1999年12月25日 |
| 第二十八号 | 公布《中华人民共和国海事诉讼特别程序法》。 | 1999年12月25日 |
| 第二十九号 | 公布《全国人民代表大会常务委员会关于修改〈中华人民共和国公司法〉的决定》。 | 1999年12月25日 |
| 第三十号   | 免去周永康的国土资源部部长职务。任命田凤山为国土资源部部长。 | 2000年3月1日   |
| 第三十一号 | 公布《中华人民共和国立法法》。 | 2000年3月15日  |
| 第三十二号 | 公布《中华人民共和国大气污染防治法》2000年4月29日修订版。 | 2000年4月29日  |
| 第三十三号 | 公布《全国人民代表大会常务委员会关于修改〈中华人民共和国产品质量法〉的决定》。 | 2000年7月8日   |
| 第三十四号 | 公布《中华人民共和国种子法》。 | 2000年7月8日   |
| 第三十五号 | 公布《全国人民代表大会常务委员会关于修改〈中华人民共和国海关法〉的决定》。 | 2000年7月8日   |
| 第三十六号 | 公布《全国人民代表大会常务委员会关于修改〈中华人民共和国专利法〉的决定》。 | 2000年8月25日  |
| 第三十七号 | 公布《中华人民共和国国家通用语言文字法》。 | 2000年10月31日 |
| 第三十八号 | 公布《全国人民代表大会常务委员会关于修改〈中华人民共和国渔业法〉的决定》。 | 2000年10月31日 |
| 第三十九号 | 公布《全国人民代表大会常务委员会关于修改〈中华人民共和国归侨侨眷权益保护法〉的决定》。 | 2000年10月31日 |
| 第四十号   | 公布《全国人民代表大会常务委员会关于修改〈中华人民共和国中外合作经营企业法〉的决定》。 | 2000年10月31日 |
| 第四十一号 | 公布《全国人民代表大会常务委员会关于修改〈中华人民共和国外资企业法〉的决定》。 | 2000年10月31日 |
| 第四十二号 | 公布《中华人民共和国引渡法》。 | 2000年12月28日 |
| 第四十三号 | 公布《全国人民代表大会常务委员会关于修改〈中国人民解放军现役军官服役条例〉的决定》。 | 2000年12月28日 |
| 第四十四号 | 免去高昌礼的司法部部长职务；任命张福森为司法部部长。免去宋德福的人事部部长职务；任命张学忠为人事部部长。 | 2000年12月28日 |
| 第四十五号 | 公布《中华人民共和国药品管理法》2001年2月28日修订版。 | 2001年2月28日  |
| 第四十六号 | 公布《全国人民代表大会常务委员会关于修改〈中华人民共和国民族区域自治法〉的决定》。 | 2001年2月28日  |
| 第四十七号 | 免去盛华仁的国家经济贸易委员会主任职务；任命李荣融为国家经济贸易委员会主任。免去朱丽兰（女）的科学技术部部长职务；任命徐冠华为科学技术部部长。 | 2001年2月28日  |
| 第四十八号 | 公布《全国人民代表大会关于修改〈中华人民共和国中外合资经营企业法〉的决定》。 | 2001年3月15日  |
| 第四十九号 | 公布《中华人民共和国税收征收管理法》2001年4月28日修订版。 | 2001年4月28日  |
| 第五十号   | 公布《中华人民共和国信托法》。 | 2001年4月28日  |
| 第五十一号 | 公布《全国人民代表大会常务委员会关于修改〈中华人民共和国婚姻法〉的决定》。 | 2001年4月28日  |
| 第五十二号 | 公布《中华人民共和国国防教育法》。 | 2001年4月28日  |
| 第五十三号 | 公布《全国人民代表大会常务委员会关于修改〈中华人民共和国法官法〉的决定》。 | 2001年6月30日  |
| 第五十四号 | 公布《全国人民代表大会常务委员会关于修改〈中华人民共和国检察官法〉的决定》。 | 2001年6月30日  |
| 第五十五号 | 公布《中华人民共和国防沙治沙法》。 | 2001年8月31日  |
| 第五十六号 | 公布《中华人民共和国刑法修正案（二）》。 | 2001年8月31日  |
| 第五十七号 | 免去陈耀邦的农业部部长职务；任命杜青林为农业部部长。 | 2001年8月31日  |
| 第五十八号 | 公布《全国人民代表大会常务委员会关于修改〈中华人民共和国著作权法〉的决定》。 | 2001年10月27日 |
| 第五十九号 | 公布《全国人民代表大会常务委员会关于修改〈中华人民共和国商标法〉的决定》。 | 2001年10月27日 |
| 第六十号   | 公布《中华人民共和国职业病防治法》。 | 2001年10月27日 |
| 第六十一号 | 公布《中华人民共和国海域使用管理法》。 | 2001年10月27日 |
| 第六十二号 | 公布《全国人民代表大会常务委员会关于修改〈中华人民共和国工会法〉的决定》。 | 2001年10月27日 |
| 第六十三号 | 公布《中华人民共和国人口与计划生育法》。 | 2001年12月29日 |
| 第六十四号 | 公布《中华人民共和国刑法修正案（三）》。 | 2001年12月29日 |
| 第六十五号 | 公布《全国人民代表大会常务委员会关于修改〈中华人民共和国律师法〉的决定》。 | 2001年12月29日 |
| 第六十六号 | 免去俞正声的建设部部长职务；任命汪光焘为建设部部长。 | 2001年12月29日 |
| 第六十七号 | 公布《全国人民代表大会常务委员会关于修改〈中华人民共和国进出口商品检验法〉的决定》。 | 2002年4月28日  |
| 第六十八号 | 公布《中华人民共和国政府采购法》。 | 2002年6月29日  |
| 第六十九号 | 公布《中华人民共和国中小企业促进法》。 | 2002年6月29日  |
| 第七十号   | 公布《中华人民共和国安全生产法》。 | 2002年6月29日  |
| 第七十一号 | 公布《中华人民共和国科学技术普及法》。 | 2002年6月29日  |
| 第七十二号 | 公布《中华人民共和国清洁生产促进法》。 | 2002年6月29日  |
| 第七十三号 | 公布《中华人民共和国农村土地承包法》。 | 2002年8月29日  |
| 第七十四号 | 公布《中华人民共和国水法》2002年8月29日修订版。 | 2002年8月29日  |
| 第七十五号 | 公布《中华人民共和国测绘法》2002年8月29日修订版。 | 2002年8月29日  |
| 第七十六号 | 公布《中华人民共和国文物保护法》2002年10月28日修订版。 | 2002年10月28日 |
| 第七十七号 | 公布《中华人民共和国环境影响评价法》。 | 2002年10月28日 |
| 第七十八号 | 公布《全国人民代表大会常务委员会关于修改〈中华人民共和国保险法〉的决定》。 | 2002年10月28日 |
| 第七十九号 | 免去黄镇东的交通部部长职务；任命张春贤为交通部部长。 | 2002年10月28日 |
| 第八十号   | 公布《中华人民共和国民办教育促进法》。 | 2002年12月28日 |
| 第八十一号 | 公布《中华人民共和国农业法》2002年12月28日修订版。 | 2002年12月28日 |
| 第八十二号 | 公布《中华人民共和国草原法》2002年12月28日修订版。 | 2002年12月28日 |
| 第八十三号 | 公布《中华人民共和国刑法修正案（四）》。 | 2002年12月28日 |
| 第八十四号 | 免去贾春旺的公安部部长职务；任命周永康为公安部部长。免去戴相龙的中国人民银行行长职务；任命周小川为中国人民银行行长。免去张学忠的人事部部长职务。 | 2002年12月28日 |
| 第八十五号 | 公布《中华人民共和国海关关衔条例》。 | 2003年2月28日  |